# Oberlauterbach (Wolnzach)
Oberlauterbach ist ein Ortsteil des Marktes Wolnzach im oberbayerischen Landkreis Pfaffenhofen an der Ilm. 

## Geographie
Das Pfarrdorf liegt im fruchtbaren Tertiärhügelland der Hallertau, dem größten zusammenhängenden Hopfenanbaugebiet der Welt.

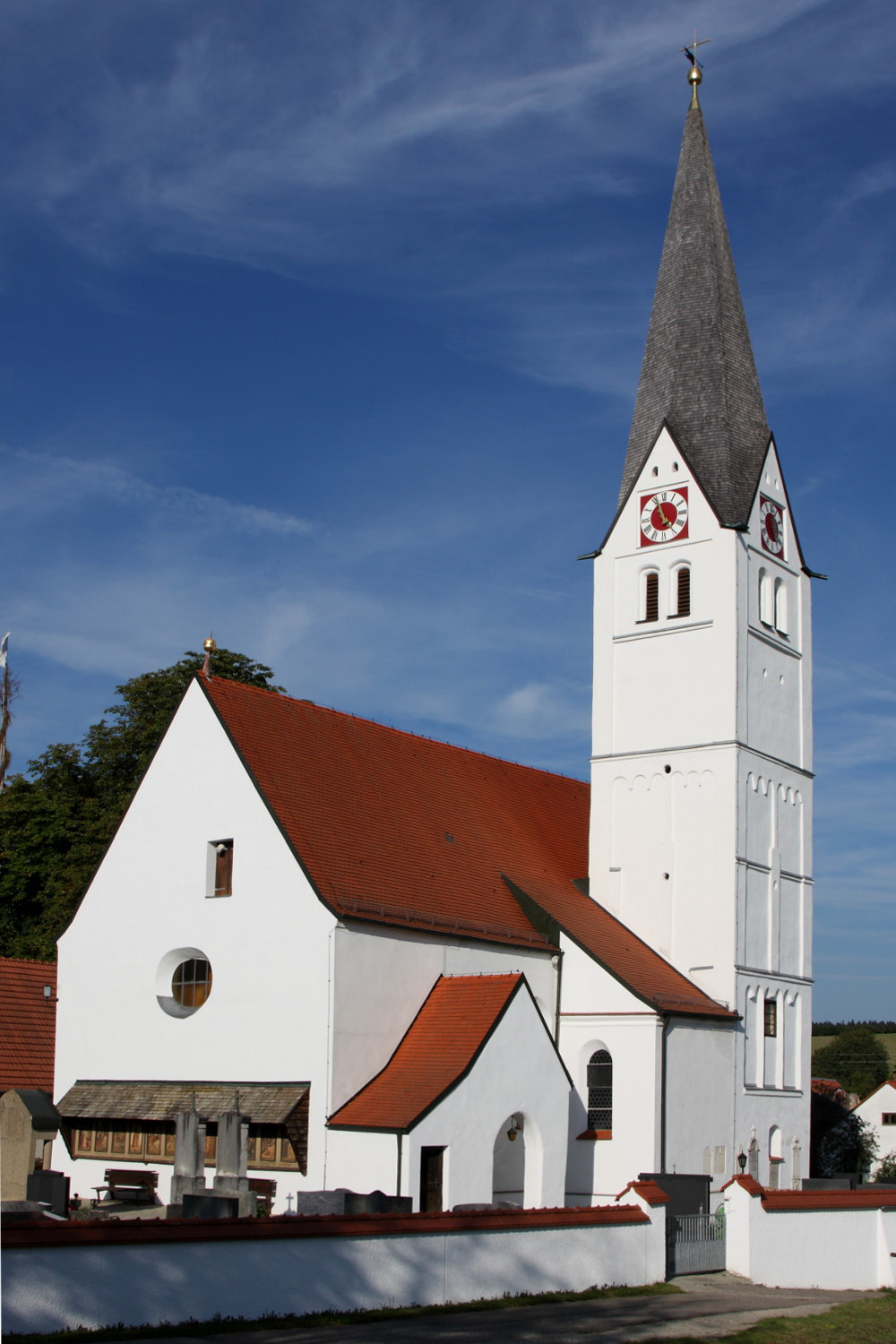
Pfarrkirche St. Andreas

## Gemeinde
Oberlauterbach wurde im Zuge der Verwaltungsreformen in Bayern mit dem Gemeindeedikt 1818 eine selbstständige politische Gemeinde, zu der auch der Weiler Attenhausen gehörte. Am 1. Januar 1978 wurde die Gemeinde Oberlauterbach in den Markt Wolnzach eingegliedert.

## Denkmäler
Die katholische Pfarrkirche St. Andreas ist eine verputzte Saalkirche mit eingezogenem Polygonalchor, querschiffartigen Seitenkapellen und südlichem Chorflankenturm mit Bogenfriesblenden und Spitzhelm, Langhaus mit Kreuzgewölbe und Chor mit stuckierter Stichkappentonne, Chor spätgotisch, wohl 2. Hälfte 15. Jahrhundert, das Langhaus um 1680, die Seitenkapellen um 1720/30. Die Turmerhöhung erfolgte im 19. Jahrhundert, der Spitzhelm wurde 1966 erneuert.
Unter Denkmalschutz steht ferner das um 1860 errichtete ehemalige Schulhaus, ein zweigeschossiger, traufseitiger Satteldachbau.